# Moyalde
Moyalde (llamada oficialmente Santa María de Moialde) es una parroquia y un lugar del municipio español de Villardevós, en la provincia de Orense, Galicia.

## Toponimia
La parroquia también es conocida por el nombre de Santa María de Moyalde.

## Organización territorial
La parroquia está formada por dos entidades de población:
- Moyalde (Moialde)
- Santa Comba de Varonceli (Santa Comba)(Santa Comba de Baroncelle)

## Demografía

### Parroquia
| Gráfica de evolución demográfica de Moyalde (parroquia) entre 2000 y 2023 |
|                                                                           |
| Datos según el nomenclátor publicado por el INE.                          |

### Lugar
| Gráfica de evolución demográfica de Moyalde (lugar) entre 2000 y 2023 |
|                                                                       |
| Datos según el nomenclátor publicado por el INE.                      |